# Out of the Frying Pan and into the Firing Line
Out of the Frying Pan into the Firing Line è un cortometraggio animato di propaganda per la seconda guerra mondiale, creato da Walt Disney nel 1942 e diffuso il 30 luglio 1942.